# Tetracrium aurantii
Tetracrium aurantii är en svampart som beskrevs av Henn. 1902. Tetracrium aurantii ingår i släktet Tetracrium och familjen Tubeufiaceae.   Inga underarter finns listade i Catalogue of Life.